# 謝韶光
謝韶光（1961年9月15日—）是一名新加坡前電視藝員，在1990年代至2000年代，是新加坡電視機構（今新傳媒）的著名演技派小生。

## 个人背景

### 皈依佛门
退影后，笃信佛教的谢韶光搬到马来西亚柔佛新山，经营素食餐厅「圆缘园」和动物之家，过着深居简出的生活。剃度出家的极乐园，就位于动物之家隔壁。2012年，权怡凤主持的怀旧电视节目《那些年，我们一起看电视》曾拉队到当地，要求与他作访问，甚至出动老搭档刘秋莲，但他仍拒绝受访。谢韶光最近一次在新加坡公开现身，是在8月25日得奖电影《爸妈不在家》 的首映礼上。据知，电影导演陈哲艺曾亲自前往谢韶光住处，力邀他出演《爸》，但也被他拒绝了。谢韶光1989年入行出道，是新加坡电视圈公认的好戏之人，曾演出过许多家喻户晓的电视角色和经典电视剧，其中包括《济公活佛》、《家人有约》、《出路》和《荷兰村》等。他退影前的最后一部电视作品是2005年的《谁家母亲不生蛋》。
在马来西亚研习佛学多年後，謝韶光在2013年于柔佛州笨珍的“极乐园”佛教中心剃度出家，现场有200人见证仪式。现场有大和尚为他执行剃度仪式。谢韶光自2005年退出新加坡电视圈后，便没有再亮相荧光幕前或出席任何娱乐圈活动，媒体访问也一概拒绝。
2016年，新加坡報紙聯合早報報道有關謝韶光還俗的消息，並指謝已經返回「圆缘园」素食餐廳當廚師。謝本人則沒有回應有關報導。
2017年，谢“回巢” 与艺人分享演戏心得，演技大爆发。

### 复出
2024年9月5日，谢韶光复出，重新加入新传媒。

## 经历

### 出道前
1985年，謝韶光單槍匹馬飛往英國倫敦Mountview Theatre進修一年戲劇。1989年，謝韶光畢業於前新廣（新傳媒前身）主辦之第九屆藝人訓練班，並開始在新加坡廣播局拍電視劇。

### 1989年：首部電視劇《親心喚我心》、出道
他的第一部劇集是《親心喚我心》。最初飾演的多為不起眼且戲份不多的角色，因認真對待每一個角色，幾年後公司派給他的戲份逐漸增加。

### 1995年
謝韶光在紅星大獎上獲得人生第一座演技獎項——憑《雌雄大盜》變態癡情奸角「江澤夫」獲得最佳男配角獎。

### 1996年
他更是締造了紅星大獎史上的唯一記錄：憑《曲终魂断》的「森村俊雄、日本軍官森村誠一 （俊雄父）」一角和《金枕頭》的跛腳「賽威」一角，同時獲得紅星大獎最佳男主角和紅星大獎最佳男配角之獎項；
其後連續四年分別憑電視劇《活佛濟公》、《家人有約》、《石叻坡傳說》、《出路》於亞洲電視大獎獲提名最佳男主角，創造亞洲電視大獎史上紀錄。「杜漢民」這個角色讓他在1998年度亞洲電視大獎榮獲最佳男主角。謝韶光幾乎每一年（至2004年）都在新加坡紅星大獎拿到最佳演員相關獎項，五次獲得紅星大獎最佳男主角，兩次紅星大獎最佳男配角，他在2003年紅星大獎上獲得「特別成就獎」。此外，他也是紅星大獎最受歡迎演員的常勝軍，並在2004年得滿十次「十大最受歡迎男藝人」後，於2005年獲得「超級紅星」大獎。
謝韶光曾在倫敦接受正統的劇場表演訓練，演技精湛而有深度。在新傳媒期間，謝韶光在很多電視劇內扮演奸角、怪人或精神變態，也不乏深情專一的角色，無損他受觀眾歡迎的程度，擁有大批的忠實影迷。他的專業精神及對自己演技的完美要求，使他成為備受推崇的性格演員。

### 2007年
新传媒於主辦的《紅星大獎之戲劇情牽25》颁奖典礼中，宣佈全面退出演藝圈的謝韶光並未現身，但他仍與黃碧仁雙雙奪得了「25年最受歡迎男女演員」以及「最佳熒幕拍檔」獎項。

### 2024年
9月5日謝韶光透過社交平台宣布自己回歸娛樂圈，並與新傳媒新藝經紀簽約，重返新傳媒。

## 音乐作品
- 1996年：〈我是誰〉，《濟公活佛》主題曲(红星大匯串)新加坡 專輯
- 1999年：〈看電視〉，新傳媒台歌，（VS鄭惠玉、周初明、范文芳、郭淑賢、黃文永、陳毓芸、常魯峰、李銘順、郭　亮、向　雲、　琴）
- 2001年：〈最愛的人不是你〉，〖星印攜手巨星慈善夜〗
- 2003年：〈恭喜恭喜連年糕升〉（VS黃碧仁、陳麗貞、黃世南、戚玉武），收錄於《新傳媒群星賀歲慶羊年》合輯
- 2005年：〈富貴荷蘭村〉（VS陳莉萍、許美珍、賴怡伶、方展發、歐萱、鄭各評），收錄於《迎春接福喜臨門》合輯
- 2005年：〈恭喜 恭喜 喜臨門〉（VS向云、陳志財、陳麗貞、黃奕良、金銀姬），收錄於《迎春接福喜臨門》合輯

## 影视作品

### 電視劇（新廣(SBC)時期）
| 劇名                    | 角色                   | 合作演員 | 入圍／獲獎                   |
| 1989年                  | 1989年                 | 1989年 | 1989年                       |
| ----------------------- | ---------------------- | --- | ---------------------------- |
| 親心喚我心              | 何家乐丈夫             | 演員 - 王昱青 - 陳慧慧 - 鄭惠玉 - 李南星 - 曾慧芬 - 傅水玉 - 王秀雲                                                                                 |                              |
| 1990年                  |                        | |                              |
| 我愛芳鄰                |                        | 演員 - 黃文永 - 藍欽喜 - 楊莉冰 - 方 輝 |                              |
| 天生一對                | 李耀昌                 | 演員 - 劉 琦 - 陳澍承 - 云昌凑 - 张文祥 - 杨添福 - 黄淑韵 - 何秀卿 - 翁瑞云 - 何声美 - 黄本鑫 - 梁宝柱 - 李功玉                                     |                              |
| 逆風天使                | 志 伟                  | 演員 - 朱樂玲 - 林梅嬌 - 王玉清 - 林里嬪 |                              |
| 幻海奇遇 之《六尺儿童》 | 阿 炳                  | 演員 - 鄭國平 - 蓝钦喜 - 汤文涛 - 林 依 - 陈国华 - 邬伟强 - 戴 鹏                                                                                   |                              |
| 壯志豪情                | 李亦安                 | 演員 - 鄭惠玉 - 陳天文 - 沈金興 - 翁瑞云 - 王官武 - 湯妙玲 - 唐 琥                                                                                  |                              |
| 最佳配偶                | 刘日华                 | 演員 - 黃文永 - 洪慧芳 - 林里嫔 - 刘巧云 - 洪培兴 - 陈安娜 - 王菘莘                                                                                 |                              |
| 天眼                    | 小 六                  | 演員 - 向 雲 - 王玉青 - 鄭國平 - 林益盛 - 钟亚玲 - 陈天祥 - 陈澍承 - 黄世南 - 刘谦益 - 张文祥 - 黄佩如 - 陈 翔 - 关新艺                             |                              |
| 多多富貴多多情          | 方先生                 | 演員 - 金举拱 - 曾慧芬 - 宋丽铧 - 方 辉 - 张锦华 - 汤妙玲 - 陈 蒙                                                                                   |                              |
| 1991年                  |                        | |                              |
| 上班一族                |                        | 演員 - 黃文永 - 林麗雲 - 王昌黎 - 陳慧慧 |                              |
| 謀海危情                | 陈 刚                  | 演員 - 王玉清 - 劉秋蓮 - 曹國輝 - 陈国华 - 杨添福 - 陈天祥 - 梁 田 - 梁宝柱 - 汤文涛 - 张锦华                                                       |                              |
| 鐵獄雷霆                | 龐裕達                 | 演員 - 黃奕良 - 朱乐玲 - 刘 琦 - 钱治钢 - 潘 恩 - 钟树荣 - 谢得胜 - 关加华 - 杨添福 - 杨 越 - 陈天文 - 陈汉玮 - 许莹英 - 何其糖                     |                              |
| 妙探智多星              | Johnny何               | 演員 - 陳天文 - 李南星 - 陳漢瑋 - 朱樂玲 - 傅友明 - 林里嬪 - 王愛玲 - 梁雅玉 - 杨 越 - 李瑞如                                                       |                              |
| 黑鳳凰                  | 軍 鼎                  | 演員 - 李南星 - 洪國銳 - 陳麗貞 - 鄭國平 - 李美玲 - 刘谦益 - 陈安娜 - 李海杰 - 钟树荣 - 傅水玉 - 蓝钦然 - 卓铭顺                                    |                              |
| 錦繡前程                | 麥 克                  | 演員 - 林里嬪 - 關德輝 - 周初明 - 周崇庆 - 管心儿                                                                                                   |                              |
| 1992年                  |                        | |                              |
| 天賜奇才                | 侯亦宗                 | 演員 - 陳漢瑋 - 洪约翰 - 王麗萍 - 林明哲 - 周全喜 - 朱秀凤 - 钟亚玲 - 杨添福                                                                        |                              |
| 霹靂紅唇                | 袁震華                 | 演員 - 鄭惠玉 - 洪約翰 - 陳泰銘 - 林梅嬌 - 高蔓華 - 黃淑韻 - 林桂葉 - 張文祥 - 劉謙益 - 塔琳托婭 - 方 輝                                            |                              |
| 火舞風雲                | 羅天虎（印尼仔@Simon） | 演員 - 严丙量 - 洪培兴 - 洪国锐 - 陈国华 - 薛素珊 - 刘秋莲 - 成建辉 - 杨添福 - 陈秀环 - 汤妙玲 - 李茵珠 - 许桂莹 - 杨荣祥 - 黄俊琪                  |                              |
| 浪漫戰場                | 章量兴                 | 演員 - 陳泰銘 - 曹國輝 - 林明哲 - 陈国华 - 蔡清炮 - 梁维东 - 王裕香 - 黄丽芬 - 朱乐玲                                                               |                              |
| 山水喜相逢              | 王向東                 | 演員 - 錢治剛 - 方 輝 - 曹國輝 - 林里嬪 - 王秀云 - 荪保伶 - 林 仪 - 陈汉玮 - 陈美光                                                                 |                              |
| 轟天龍虎                | 言治平                 | 演員 - 洪約翰 - 陳莉萍 - 王玉清 - 林梅嬌 - 沈金興 - 夏 川 - 方 輝 - 王 薇 - 潘 恩 - 张韵红 - 严丙量                                                 |                              |
| 1993年                  |                        | |                              |
| 赤道迷情                | 黄亚满                 | 演員 - 劉 琦 - 陈澍承 - 黄奕良 - 李南星 - 成建辉 - 王官武 - 陈慧慧 - 林益盛                                                                         |                              |
| 暴雨狂花                | 龙 俊                  | 演員 - 鄭惠玉 - 李南星 - 刘 琦 - 李美玲 - 周初明 - 朱厚任 - 李海杰 - 塔琳托娅 - 戴 鹏 - 唐 琥                                                       |                              |
| 銀海驚濤                | Albert                 | 演員 - 林明哲 - 塔琳托婭 - 劉秋蓮 |                              |
| 卿本佳人                | 霍成貴                 | 演員 - 鄭惠玉 - 成建輝 - 白 言 - 张锦华 - 傅友明 - 楊莉娜 - 陈安娜 - 汤文涛 - 翁瑞云 - 陈美光 - 俞宏榮 - 郑琬玲 - 黄丽芬 - 梁宝柱 - 朱秀凤 - 张志珍 |                              |
| 蓮花爭霸                | 葉 群                  | 演員 - 李南星 - 劉秋蓮 - 塔琳托婭 - 朱月玲 - 朱厚任 - 嚴炳量 - 張文祥 - 翁瑞芸 - 丁 嵐                                                              |                              |
| 妙鬼临门                | Ben                    | 演員 - 洪慧芳 |                              |
| 雙天至尊                | 風 將                  | 演員 - 李南星 - 鄭惠玉 - 朱厚任 - 陳澍承 - 洪慧芳 - 梁維東 - 林益盛 - 薛素珊 - 洪昭容 - 陳安娜 - 黃佩如 - 鄭 文 - 塔琳托婭                          |                              |
| 1994年                  |                        | |                              |
| 潇洒走一回              | 赵 勇                  | 演員 - 梁智强 - 黄嫊芳 - 林惠婵 - 刘秋莲 - 段伟明 - 钱治钢 - 钟树荣 - 李茵珠 - 黄淑韵 - 王昌黎 - 刘谦益                                             |                              |
| 生命擂台                | Paul                   | 演員 - 陈安娜 - 李锦梅 |                              |
| 雌雄大盜                | 江泽夫                 | 演員 - 沈金興 - 李美玲 - 汤妙玲 - 陈慧慧 - 李凌杰 - 姜 虹 - 梁 田 - 李茵珠 - 刘谦益 - 云昌凑 - 叶世品                                               | 獲得紅星大獎1995：最佳男配角 |
| 勇者無懼                | 鐘少良                 | 演員 - 曹國輝 - 范文芳 - 許美珍 - 陳天文 - 方 辉 - 黄文永 - 李志洲                                                                                  |                              |
| 共闖荊途                | 榮伯川                 | 演員 - 向云 - 李美玲 - 姚文龍 |                              |

### 電視劇（新視(TCS)時期）
| 劇名                         | 角色                                    | 合作演員 | 入圍／獲獎                   |  |
| 1995年                       |                                         | |                              |  |
| 緣盡今生                     | 楊 勇                                   | 演員 - 范文芳 - 成建輝 - 王麗萍 - 朱秀鳳 - 塔琳托婭 |                              |  |
| 醫膽仁心                     | 蒋主任                                  | 演員 - 陳莉萍 - 陳之財 - 陳天文 - 郭淑賢 |                              |  |
| 天師鍾馗 之《六月雪》        | 東門笑                                  | 演員 - 金超群 - 范鴻軒 - 陳天文 - 恬 妞 - 陳泰鳴 - 邢敏慧 - 郭淑賢 - 潘玲玲 - 崔浩然 - 塔琳托婭 - 岳 翎 - 丁 嵐 - 傅 娟 - 朱秀鳳                                                |                              |  |
| 曲終魂斷                     | 森村俊雄、森村诚一（俊雄父，梁雅颂情人) | 演員 - 王沺裁 - 李錦梅 - 向 雲 - 朱秀凤 - 梁 田 - 白 言 - 陈美光 - 黄文永 | 獲得紅星大獎1996：最佳男主角 |  |
| 閻羅傳奇                     | 程 森                                   | 演員 - 陳泰鳴 - 向 雲 - 陳漢瑋 - 洪昭容 - 鄭國平 - 戴 鹏 |                              |  |
| 第三類劇場 之《讀心人》      | 施紹安                                  | 演員 - 洪昭容 - 陳文聰 - 丁嵐 - 陳泰鳴 |                              |  |
| 金枕頭                       | 賽 威                                   | 演員 - 萬梓良 - 鄭惠玉 - 范文芳 - 黃文永 - 向 雲 - 陳澍承 - 陳美英 - 傅友明 - 楊莉冰 - 劉兆銘 - 陳傳之                                                                          | 獲得紅星大獎1996：最佳男配角 |  |
| 1996年                       |                                         | |                              |  |
| 5C老公                       | 陆介亭                                  | 演員 - 黄碧仁 - 林晓佩 - 郭妃丽 - 杨信权 - 沈倾剡 - 黄佩如 - 李美玲 - 许德才 - 王官武 - 叶世品 - 傅友明 - 黄少婷 - 林明燕 - 孙佩盈 - 邬伟强 - 朱玉叶 - 陈韦霖 - 林秀莲 - 汤妙玲 |                              |  |
| 濟公活佛                     | 濟 公、李修緣                           | 演員 - 郭淑賢 - 姚彣隆 - 鄒聯福 - 鄧淑芳 - 鄭國平 | 入圍紅星大獎1997：最佳男主角 |  |
| 新阿郎                       | 李遠帆                                  | 演員 - 萬梓良 - 范文芳 - 李銘順 - 郭妃麗 - 林曉佩 - 陳麗貞 - 黃奕良 - 鄒聯福 - 黃嫊芳 - 劉兆銘                                                                                  |                              |  |
| 1997年                       |                                         | |                              |  |
| 錯愛今生                     | 李偉強                                  | 演員 - 李銘順 - 顏俐蓁 - 鄭秀珍 |                              |  |
| 101老婆 之《一切由阿嫂開始》 | 智 聰                                   | 演員 - 陳莉萍 |                              |  |
| 客家之歌                     | 張敬鴻                                  | 演員 - 郭淑賢 - 李銘順 - 秦 偉 - 鄭秀珍 - 陳漢瑋 - 陳慧慧 |                              |  |
| 1998年                       |                                         | |                              |  |
| 我家小豆豆                   | 何正國                                  | 演員 - 陈丽贞 - 陳慧慧 - 梁 田 - 叶世品 - 王 塑 - 陈翼义 - 杨惠馨 - 姚智超 - 彭宇轩                                                                                             |                              |  |
| 家人有約                     | 杜漢民                                  | 演員 - 黃碧仁 - 曹国辉 - 潘淑欽 - 沈依靈 - 陳澍承 - 丁 嵐 - 何文龍 | 獲得紅星大獎1998：最佳男主角 |  |
| 東遊記                       | 穿山甲                                  | 演員 - 馬景濤 - 郭妃麗 - 林湘萍 - 郑秀珍 - 常魯峰 - 沈依靈 - 凌 霄 - 林益盛 - 麥皓為 - 李海杰 - 洪慧芳 - 王裕香 - 黃世南 - 翁清海 - 丁 嵐                                       |                              |  |
| 石叻坡傳說 之《紅山林姑娘》  | 陈阿广                                  | 演員 - 范文芳 - 黄炯耀 |                              |  |
| 1999年                       |                                         | |                              |  |
| 出路                         | 張家富                                  | 演員 - 曹國輝 - 許美珍 - 李錦梅 - 林湘萍 - 鄭斌輝 | 獲得紅星大獎1999：最佳男主角 |  |
| 愛情亂碼 （又名：情劫）      |                                         | 演員 - 黃碧仁 - 徐華鳳 - 張 世 - 張 倩 | 新視和台灣文大的合拍劇       |  |
| 2000年                       |                                         | |                              |  |
| 流金稅月                     | 孫令輝                                  | 演員 - 郭淑賢 - 潘淑钦 - 吳倩蓮 - 黃文永 - 陳泰鳴 - 黃炯耀 - 林益盛 - 淳于珊珊                                                                                                  |                              |  |
| 迷幻特警                     | 陳家俊                                  | 演員 - 王建復 - 郭妃麗 - 陳之財 - 陈泰鸣 - 陳秀麗 - 林湘萍 - 徐 綺 - 葉世品 - 郭 亮 - 何芳 - 鄭各評 - 沈傾掞 - 周崇慶                                                           |                              |  |

### 電視劇（新傳媒(MediaCorp)時期）
| 劇名                        | 角色      | 合作演員 | 入圍／獲獎／備註             |        |
| 2001年                      | 2001年    | 2001年 | 2001年                       | 2001年 |
| --------------------------- | --------- | --- | ---------------------------- | ------ |
| 真愛無敵                    | 趙子言    | 演員 - 鄭秀珍 - 陳慧慧 - 黃麗玲 - 周崇庆 - 陳漢瑋 |                              |        |
| 大酒店 (客串第14集)         | 許文光    | 演員 - 鄭秀珍 - 陳漢瑋 - 陳之財 - 李錦梅 - 范文芳 - 方展發 - 葉世品 - 周全喜                                                                                                 |                              |        |
| 2002年                      |           | |                              |        |
| 發財八百萬                  | 洪萬發    | 演員 - 李國煌 - 歐菁仙 - 潘玲玲 - 朱秀凤 - 鄭各評 - 曾詩梅 - 莫小玲 |                              |        |
| 考試家族                    | 康仲賢    | 演員 - 陳莉萍 - 陳漢瑋 - 瑞 恩 - 陳泰銘 - 陳天文 |                              |        |
| 九層糕                      | Lion King | 演員 - 黃碧仁 - 朱咪咪 - 陳瓊華 - 戚玉武 - 吳振宇 - 陳麗貞 - 歐 萱 - 巫許馬麗 - 程旭輝 - 黃士南 - 白薇秀                                                                     | 入圍紅星大獎2002：最佳男主角 |        |
| 2003年                      |           | |                              |        |
| 荷蘭村                      | 楊 雄     | 演員 - 陳莉萍 - 黃文永 - 向 雲 - 許美珍 - 賴怡伶 - 歐 萱 - 方展發 - 黃奕良                                                                                                   | 獲得紅星大獎2003：最佳男主角 |        |
| 一切由慎開始II 之《黑血人》 | 李春潑    | 演員 - 鄭惠玉 - 李美金 - 黃炳杰 |                              |        |
| 2004年                      |           | |                              |        |
| 囍臨門                      | 羅家龍    | 演員 - 李錦梅 - 陳志財 - 赖怡伶 - 張 為 - 金银姬 - 黃奕良 - 向 雲 - 陳麗貞 - 陳泰銘 - 王建復 - 李咸慜 - 唐育書、莫小玲 - 姚玟隆 - 陳天文 - 曾詩梅 - 洪慧芳 - 王昱青 - 夏佳婕 | 獲得紅星大獎2004：最佳男主角 |        |
| 心網追兇                    | 白 則     | 演員 - 陳之財 - 陳麗貞 - 潘玲玲 - 向 雲 - 楊莉冰 - 陳慧慧 張耀棟 - 劉謙益 - 曾曉英 - 施 斌                                                                                   |                              |        |
| 我愛我家                    | 許傳業    | 演員 - 南 紅 - 陳澍城 - 黃文永 - 戚玉武 - 洪慧芳 - 潘玲玲 - 白薇秀 - 曾詩梅 - 蘇智誠                                                                                         |                              |        |
| 2005年                      |           | |                              |        |
| 誰家母雞不生蛋              | 藍海深    | 演員 - 朱咪咪 - 陳漢瑋 - 陳莉萍 - 侯湘婷 - 莊米雪 - 樂 瑤 - 吳振宇 |                              |        |

### 電影／電視電影
| 片名             | 角色           | 合作演員                                                                                       | 導演           | 類型     |
| 1994年           | 1994年         | 1994年                                                                                         | 1994年         | 1994年   |
| ---------------- | -------------- | ---------------------------------------------------------------------------------------------- | -------------- | -------- |
| 越界威龍         | 程 天          | 演員 - 吳岱融 - 林里嬪 - 李錦梅 - 羅禮賢 - 錢翰群                                              | 藍志偉         | 電視電影 |
| 傷城記           | tommy          | 演員 - 李南星 - 王裕香                                                                         | 陳木勝         | 電視電影 |
| 蘭桂坊血案       |                | 演員 - 羅慧娟 - 陳麗貞 - 黃奕良 - 朱厚仁 - 劉謙益                                              | 廖明利         | 電視電影 |
| 1995年           |                |                                                                                                |                |          |
| 甜甜屋           | 王建山         | 演員 - 鄭惠玉 - 李銘順 - 甄文達 - 陳安娜 - 王愛玲 - 黃淑韻 - 王思舜 - 楊 越                    | 謝益文、劉天富 | 電視電影 |
| 1997年           |                |                                                                                                |                |          |
| 财神到           | 济 公          | 演員 - 程旭辉 - 林倩萍 - 陈天文 - 黄奕良 - 麦皓为 - 金银姬 - 邓淑芳 - 秦锦丰 - 陈致光 - 陈美光 | 谢益文         | 電視電影 |
| 迷情專訪         | Jimmy          | 演員 - 鄭惠玉 - 沈暉豪 - 麥皓為 - 金舉拱                                                       | 鄭 南          | 電視電影 |
| 精英份子         | 張志強         | 演員 - 周初明 - 王裕香 - 何芸珊                                                                | 馬家駿         | 電視電影 |
| 2002年           |                |                                                                                                |                |          |
| 奇蹟酒吧之白粉仔 | 董中興         | 演員 - 陳美光 - 王玉青 - 洪培興 - 朱厚任 - 秦偉 - 紀秋香                                       | 李世雄         | 電影     |
| 2003年           |                |                                                                                                |                |          |
| 愛之國．仇恨島   | 石樹生、丁令其 | 演員 - 陳麗貞 - 陳慧慧 - 翁瑞雲 - 薛苏珊 - 朱厚任                                              | 李世雄         | 電影     |

## 節目主持

### 电视
- 2005年：旅遊咨訊節目《男得風光》(Rail Adventure)（拍檔：王禄江）

## 獎項

### 影視角色獎項
| 年份 | 獎項                              | 劇集           | 角色               | 結果 |
| ---- | --------------------------------- | -------------- | ------------------ | ---- |
| 1995 | 第2屆 红星大奖1995「最佳男配角」  | 《雌雄大盗》   | 江澤夫             | 獲獎 |
| 1996 | 第3屆 红星大奖1996「最佳男主角」  | 《曲终魂断》   | 森村俊雄、森村诚一 | 獲獎 |
| 1996 | 第3屆 红星大奖1996「最佳男配角」  | 《金枕頭》     | 賽威               | 獲獎 |
| 1997 | 第4屆 红星大奖1997「最佳男主角」  | 《濟公活佛》   | 濟公、李修緣       | 提名 |
| 1997 | 第2屆 亞洲電視大獎「最佳男主角」  | 《濟公活佛》   | 濟公、李修緣       | 提名 |
| 1998 | 第5屆 红星大奖1998「最佳男主角」  | 《家人有約》   | 杜漢民             | 獲獎 |
| 1998 | 第3屆 亞洲電視大獎「最佳男主角」  | 《家人有約》   | 杜漢民             | 獲獎 |
| 1999 | 第6屆 红星大奖1999「最佳男主角」  | 《出路》       | 張家富             | 獲獎 |
| 1999 | 第4屆 亞洲電視大獎「最佳男主角」  | 《石叻坡傳說》 | 陳阿廣             | 提名 |
| 2000 | 第5屆 亞洲電視大獎「最佳男主角」  | 《出路》       | 張家富             | 提名 |
| 2002 | 第9屆 红星大奖2002「最佳男主角」  | 《九層糕》     | Lion King          | 提名 |
| 2003 | 第10屆 红星大奖2003「最佳男主角」 | 《荷蘭村》     | 楊雄               | 獲獎 |
| 2004 | 第11屆 红星大奖2004「最佳男主角」 | 《囍臨門Ⅰ》    | 羅家龍             | 獲獎 |

### 其他獎項
- 1995年：红星大奖1995 - 五大最受歡迎男艺人
- 1996年：红星大奖1996 - 五大最受歡迎男艺人
- 1997年：红星大奖1997 - 十大最受歡迎男艺人
- 1998年：红星大奖1998 - 十大最受歡迎男艺人
- 1999年：红星大奖1999 - 十大最受欢迎男艺人
- 2000年：红星大奖2000 - 十大最受歡迎男艺人
- 2001年：红星大奖2001 - 十大最受歡迎男艺人
- 2002年：红星大奖2002 - 十大最受歡迎男艺人
- 2003年：红星大奖2003 - 特别成就奖
- 2003年：红星大奖2003 - 十大最受歡迎男艺人
- 2004年：红星大奖2004 - 十大最受歡迎男艺人
- 2005年：红星大奖2005 - 超級紅星大奖
- 2007年：红星大奖之戏剧情牵25 - 我最喜愛的男演員
- 2007年：红星大奖之戏剧情牵25 - 最佳熒幕搭檔（& 黃碧仁）

## 外部連結
- 謝韶光在互联网电影资料库（IMDb）上的資料（英文）（英文）
- 謝韶光在香港影庫上的簡介
- 謝韶光在豆瓣上的资料（简体中文）
- 謝韶光在时光网上的簡介（简体中文）

| 前任： 李南星 | 紅星大獎 最佳男主角 1996年 | 繼任： 李銘順 |

| 前任： 李銘順 | 紅星大獎 最佳男主角 1997, 1998年 | 繼任： 周初明 |

| 前任： 李南星 | 红星大奖 最佳男主角 2002, 2003年 | 繼任： 陳漢瑋 |

| 首任 | 红星大奖 最佳男配角 1995, 1996年 | 繼任： 劉謙益 |